# Ramananda
Ramananda, indisk religionsstiftare, stiftare av en sekt inom Ramanuyas sektområde. Ramananda levde omkr 1400 e.Kr. i Gangeslandet (Benares) och bildade den sekt, som efter stiftaren fått namn av Ramanandaer, vilkas skillnad från modersekten består däruti, att de dyrkar Rama under namn av Ramachandra (Rama-månen) och dessutom Sita, hans hustru (som en inkarnation av Lakshmi), vartill kommer, att apkungen Hanuman (en av hjältarna i Ramayana) åtnjuter gudomlig dyrkan. De lägger också mindre vikt vid yttre ceremonier. Deras skrifter är avfattade på modernt folkspråk (företrädesvis hindi). Bland de mest berömda anhängare av denna sekt kan nämnas predikanten, reformatorn och skalden Kabir samt den berömde diktaren Tulasi Dasa.